# Château de Baye
Pour les articles homonymes, voir Baye.
Le château de Baye est situé sur la commune de Baye, dans le département de la Marne.

## Historique
Les documents d'archives du château ont été dispersés lors la vente de 1934. Ils étaient encore au château quand Joseph de Baye a écrit la notice du château en 1883.
La tradition y fait naître saint Alpin au Ve siècle. Des seigneurs de Baye sont connus à partir du XIe siècle mais il n'y a pas de documents permettant de faire remonter l'implantation de ce château. Son histoire commence au début du XIIIe siècle comme le montre la chapelle, probablement bâtie, entre 1205 et 1220, par Simon Ier de Châteauvillain dit « le Jeune », seigneur de Baye, mort avant l'an 1260, d'après Joseph de Braye. La chapelle est citée dans le testament d'Alix de Luzy, épouse de Simon Ier, rédigé en 1270. Cette chapelle est connue pour ses vitraux datant du XIIIe siècle. Simon de Châteauvillain était le fils d'Hugues III de Broyes et d'Isabelle de Dreux, dame de Baudement, fille de Robert Ier de Dreux, cinquième fils du roi Louis VI le Gros. Joseph de Baye a affirmé que cette chapelle était l'aboutissement d'une campagne de construction du château commencée en 1150, mais sans apporter de documents pouvant le prouver. Il devait cependant y avoir un château à cet emplacement car, à cette époque, Baye était une des grandes baronnies du comté de Champagne.
Un texte du XIVe siècle fait mention de travaux de fortification. Au XVe siècle des travaux sont faits par la famille de Béthune qui possède le château depuis Jean II de Béthune dit « de Locres » (vers 1359 - mort à la bataille d'Azincourt). Jean II de Béthune-Locres avait hérité de la seigneurie de Baye à la mort de sa sœur Marie de Béthune (testament du 30 juillet 1400) mariée à Eustache de Voudenay (†1392), seigneur de Voudenay, Baye et Mareuil-en-Brie. Il est probable qu'il y ait eu une campagne de travaux systématique, voire une reconstruction totale du château.
Au XVIe siècle, Jean IV de Béthune (†1554), marié à Anne de Melun, héritière de la seigneurie de Rosny, grands-parents du duc de Sully a vendu la baronnie de Baye à François de Clèves, duc de Nivernais, pair de France, gouverneur de la Brie, de la Champagne et du Luxembourg. Il est possible que les tours en bordure de la route munies de canonnières aient été reconstruites au XVIe siècle. Un bâtiment avec une longue galerie est construite entre la chapelle et la tour. La galerie est haute de deux étages. Un pavillon est construit dans l'angle de la chapelle pour permettre le passage entre le corps principal du logis et la galerie. Il est aligné sur la pavillon qui existait à l'angle opposé du corps de logis. La galerie est achevée à la fin du XVIe siècle. Claude Chastillon a donné un dessin du château à la fin du XVIe siècle. 
La duchesse de Guise, Catherine de Clèves, vend la seigneurie en 1603 à Jean Delon Delorme, trésorier général de France en Champagne. Il a conservé la seigneurie jusqu'en 1660. C'est probablement lui qui a réalisé les aménagements de l'aile sud avec la porte d'accès à la cour.
Le château est vendu en 1660 par autorité de justice à Pierre Larcher, conseiller au Grand Conseil, président de la Cour des comptes. Aucune modification est faite au château.
Le 9 février 1708, Michel Larcher cède par échange la seigneurie de Baye à son beau-frère, Étienne Berthelot de Pléneuf (1663-1727), père de Jeanne-Agnès Berthelot de Pléneuf. Lui et son fils, François II Berthelot de Baye (1703-1776), lieutenant général des armées du roi, vont moderniser le château à moindre frais. Ils construisent un grand escalier dans le corps de logis principal, modifient les façades en déplaçant les fenêtres pour les rendre symétriques, plaçant un fronton triangulaire au lieu, débordant sur la toiture.
Au XIXe siècle, les Berthelot de Baye vont surtout s'intéresser à l'administration du domaine. Vers 1859, la ferme du château est reconstruite par l'architecte parisien Claude Parent. La galerie du château a abrité les collections de l'archéologue Joseph Berthelot de Baye. En 1950, le château, très délabré, est devenu pratiquement inhabitable. Il est cédé par Mlle Yolande Berthelot de Baye au Foyers de charité. Le bâtiment a été réparé et transformé. L'aile nord a été surélevée, les divisions intérieures ont été modifiées, les baies déplacées. La chapelle est le seul élément qui soit resté intact depuis 800 ans.
La chapelle Saint-Alpin du château est classée au titre des monuments historiques depuis le 23 mars 1923.

## Vitraux de la chapelle du château
Les vitraux de la chapelle Saint-Alpin sont datés des années 1205-1220. Leur style est proche de celui des vitraux du Laonnois et du Soissonnais. Après avoir été déposés en 1939, ils ont été restaurés par l'atelier Jacques Simon de Reims et ont été reposés en 1966.
- Verrière d'axe, baie 0 : Passion et vie glorieuse du Christ
- Verrière, baie 1 : Scènes de la vie du Christ
- Verrière, baie 3 : Enfance du Christ
- Verrière, baie 5 : Vie de Saint-Jean-l'Évangéliste
- Verrière, baie 7 : Arbre de Jessé

## Galerie

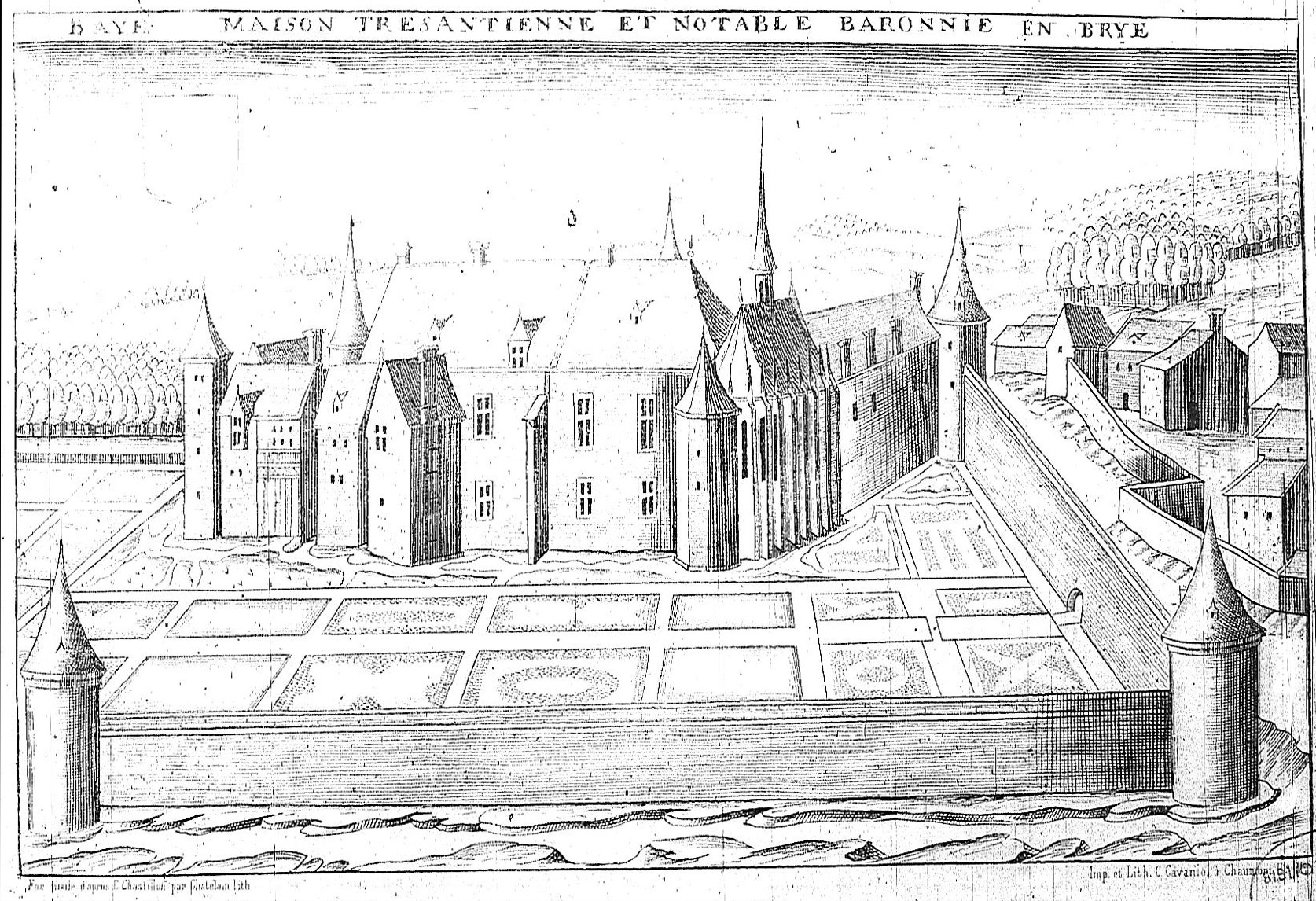
Du château médieval
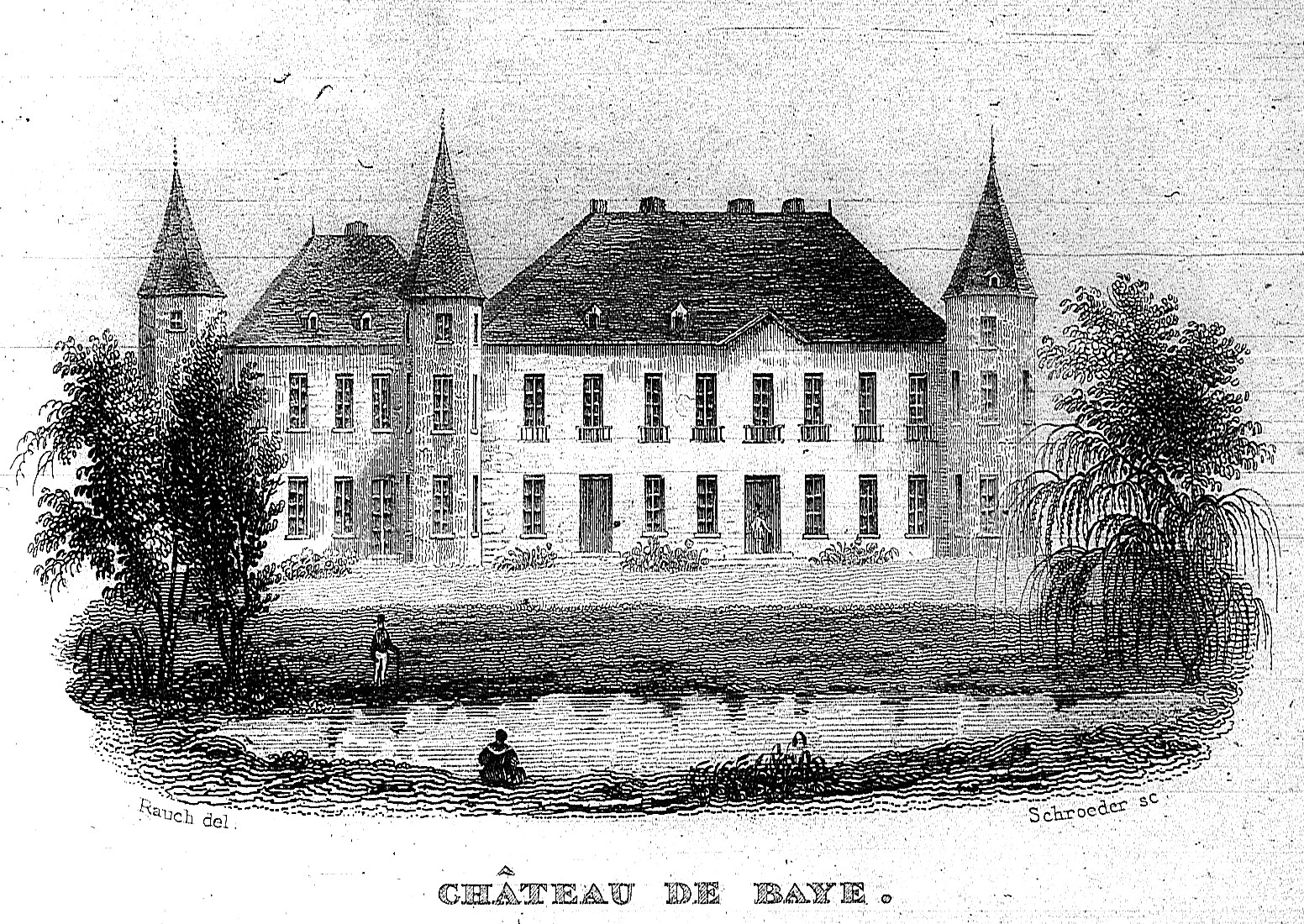
en 1838
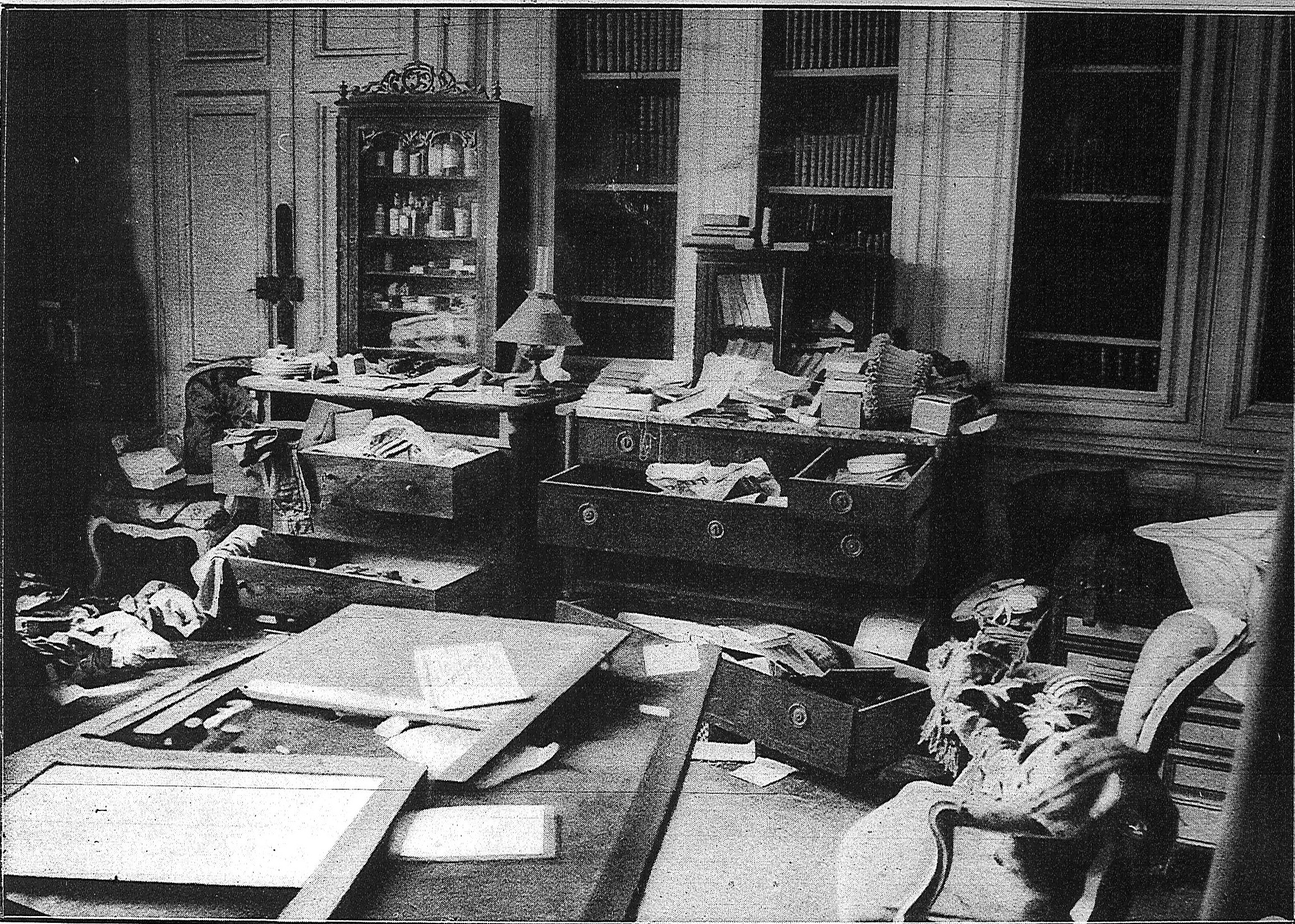
dégâts de la Guerre
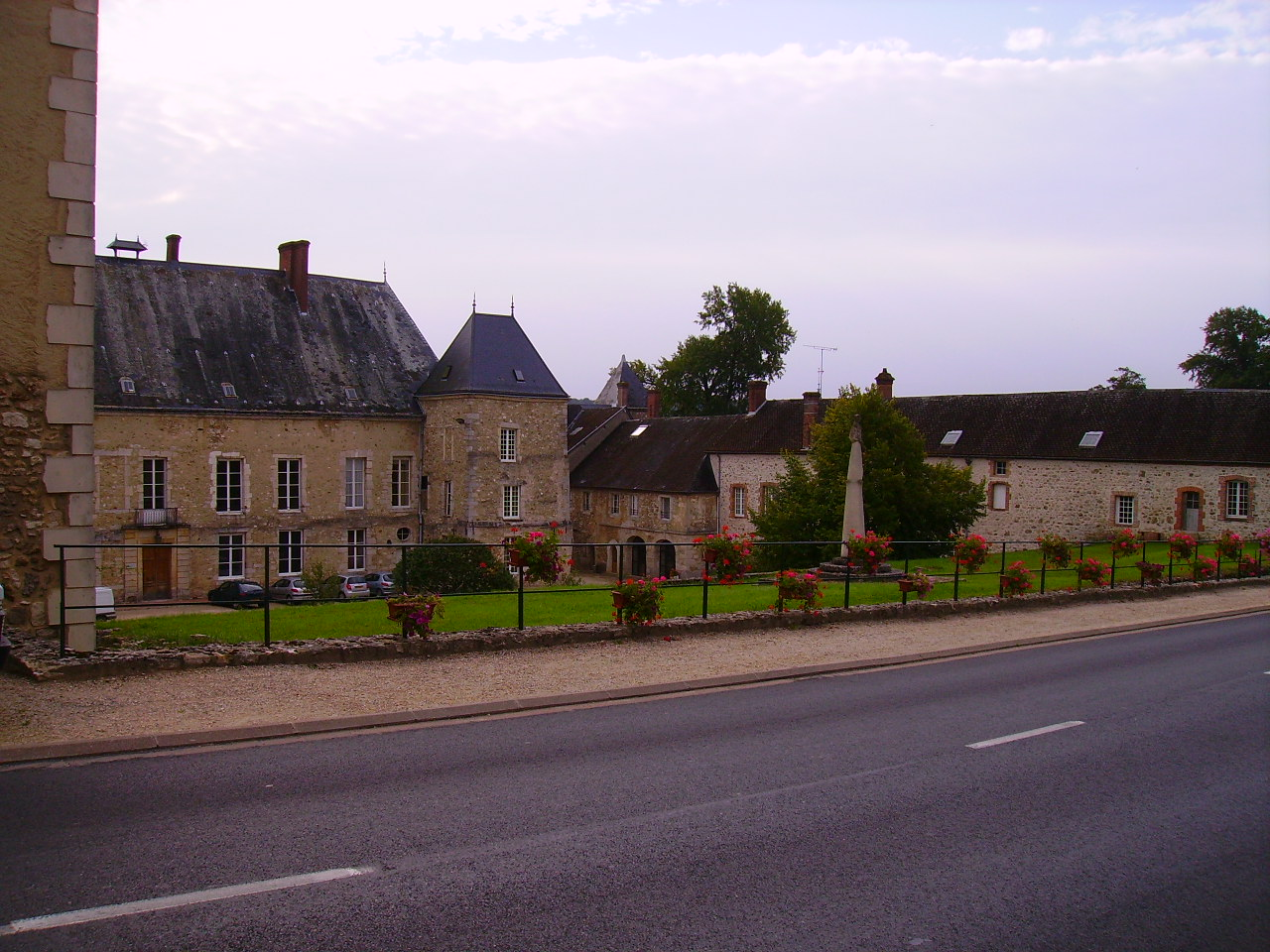
à aujourd'hui.